# 宁明号猎潜艇
寧明號亦曾被称为“英雄之舰”、“红色之舰”、“光荣之舰”，属037型猎潜艇。该舰舰体长59米，高22米，宽7.8米，是一种以反潜武器为主要装备的小型水面舰艇，主要用于近海搜索和攻击潜艇，也可担负巡逻、警戒、护航和布雷等任务。“宁明号”曾是中华人民共和国在20世纪80年代最先进的战舰之一。

## 歷史
宁明号于1979年7月在广州黄埔造船厂开工建造，共耗资5000多万元，1981年5月开始下水试航，当年12月正式服役于南海舰队，编号679。1984年中共实际最高领导人邓小平南巡，在深圳蛇口工业区视察后，曾乘坐“宁明号”到珠海等地进行视察，“宁明号”又因此得名“光荣之舰”。
1988年越南和中国在南海发生赤瓜礁海战，在3月14日的战斗中，“宁明号”配合其他军舰击退了由4艘越南海军战舰组成的战舰群，并击沉2艘越南海军炮舰，“宁明号”因此被称为“英雄之舰”。在其23年的服役过程中，曾在南沙执行巡逻任务6个月，“宁明号”还曾9次在军事演习被作为旗舰。

## 结局
2005年，中央军委总装备部批准将“宁明号”赠送给毛泽东故里湘潭县，并改名为“小平南巡座舰”，准备将其作为湖南乌石爱国教育基地和国防教育基地及红色旅游的一个重要实物组成部分。2005年6月15日，经历了32天的航行，军舰从海南海口抵达岳阳城陵矶三江口，同年九月，驶往湘潭县。
“宁明号”至湘潭后，湘潭县人民政府副县长周某筹资200多万元对军舰进行全面检修，并通过招募志愿者等方式管理军舰。2008年4月，周某因经济问题被双规，此后一年“宁明号”因无人管理，舰上所有的设备零部件几乎被洗劫一空。2009年4月起，湘潭县政府委托易俗河镇文化站代管，但因为管理不善，该舰实际上已被废弃湘潭白沙洲，且舰艇所在地已成为养马场。